# Марич, Янез
Я́нез Ма́рич (словен. Janez Marič; 10 августа 1975, Крань) — словенский биатлонист и тренер. С детства Янез Марич занимался лыжными гонками. Ему даже удалось войти в состав юниорской сборной команды своей страны. Но неудачные выступления в этом виде спорта подтолкнули Марича перейти в биатлон с 1997 года. Менее чем через год он дебютирует в Кубке мира, но неудачно. При вполне хорошей лыжной подготовке стрельба Янеза оставляла желать лучшего. Упорные тренировки, выступления на различных соревнованиях - от Кубка Европы до турниров по летнему биатлону - позволили ему улучшить свои результаты и войти в состав основной сборной команды Словении по биатлону. В сезоне 2002/2003 Янез Марич не только впервые попадает на подиум, но и выигрывает свою первую гонку Кубка мира. В следующем сезоне ему удалось войти в двадцатку сильнейших биатлонистов мира. Однако в последующем результаты Марича пошли на убыль. Завершил карьеру в сезоне 2014/15 г
Выступал за клуб «Блед» (словен. TSK OGP Grad Bled) и Вооружённые силы Словении.. В 2018 году окончил Мариборский университет.

## Кубок мира
- 1999—2000 — 67-е место (4 очка)
- 2000—2001 — 67-е место (14 очков)
- 2001—2002 — 38-е место (102 очка)
- 2002—2003 — 23-е место (219 очков)
- 2003—2004 — 20-е место (303 очка)
- 2004—2005 — 63-е место (29 очков)
- 2005—2006 — 54-е место (55 очков)
- 2006—2007 — 32-е место (152 очка)
- 2007—2008 — не принимал участие
- 2008—2009 — 41-е место (200 очков)
- 2009—2010 — 46-е место (157 очков)
- 2010—2011 — 59-е место (86 очков)
- 2011—2012 — 80-е место (26 очков)
- 2012—2013 — очков не набрал
- 2013—2014 — 81-е место (18 очков)
- 2014—2015 — 86-е место (9 очков)